# Rantzau (Adelsgeschlecht)

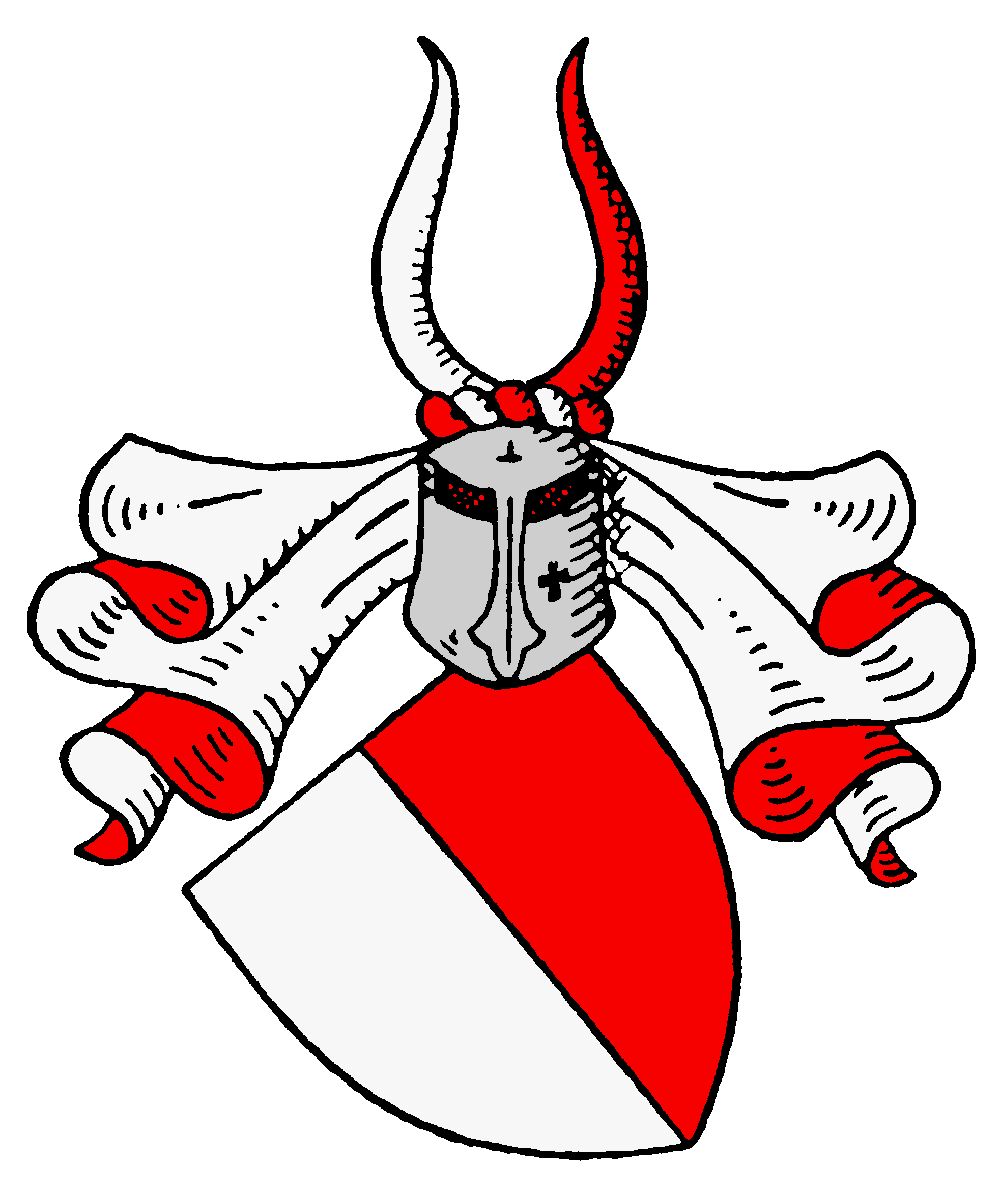
Stammwappen derer von Rantzau

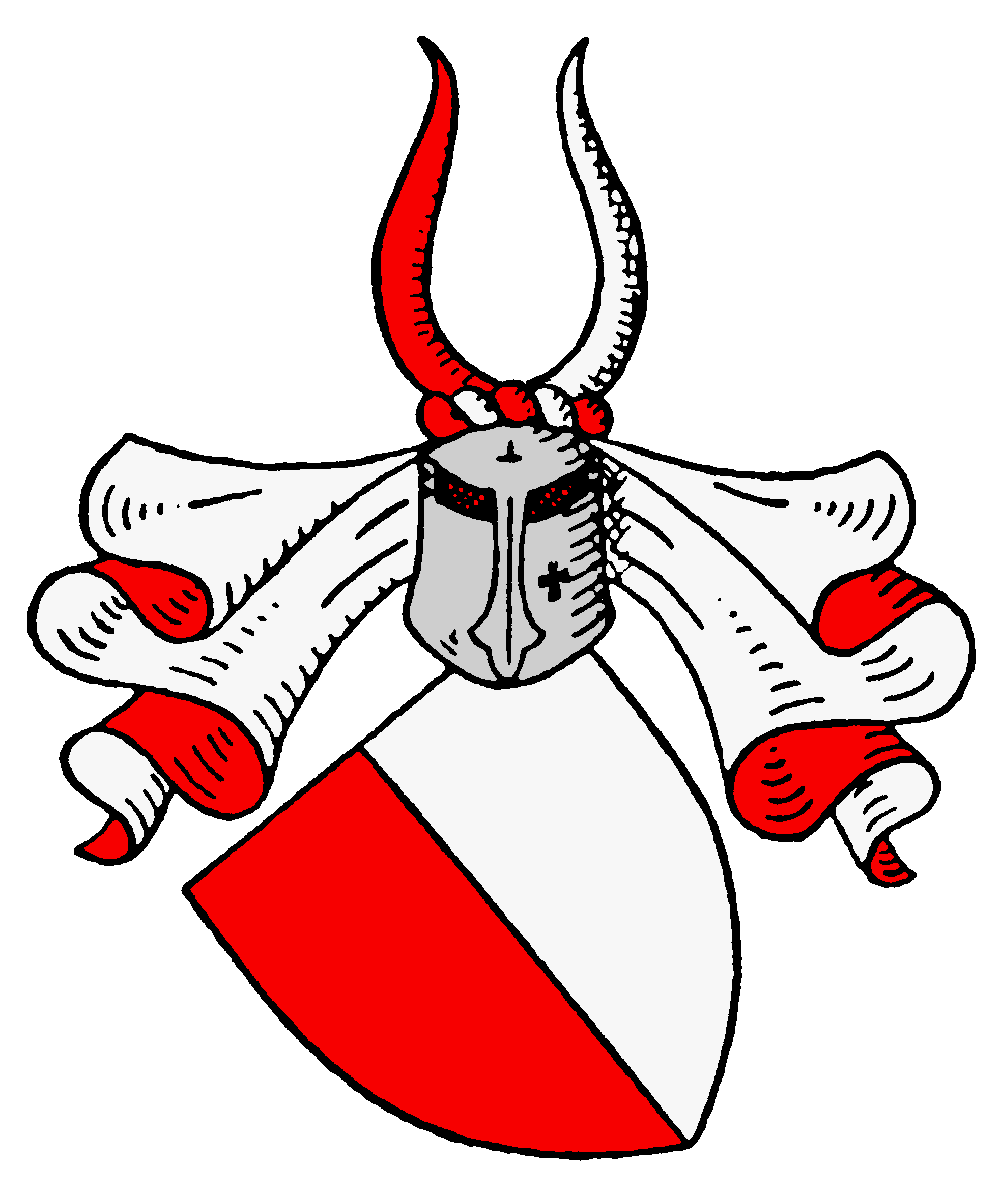
Variante des Stammwappens derer von Rantzau

Rantzau (auch Ranzow) ist der Name einer in Schleswig-Holstein beheimateten uradligen Familie mit dem Stammhaus Rantzau bei Plön. Sie tritt urkundlich erstmals 1226 mit dem Ritter Johann Ranzow auf.
Bis zum Ende des Mittelalters wurde sie zu einer der mächtigsten Familien der schleswig-holsteinischen Ritterschaft. Dem älteren Breitenburger Zweig gelang zeitweise (von 1650 bis 1734) mit dem Amt Barmstedt als Grafschaft Rantzau die Aufnahme unter die reichsunmittelbaren Reichsstände.
Das Geschlecht besteht bis heute in den Linien der Grafen zu Rantzau sowie der Herren von Rantzau und ist noch auf einigen Gütern in Schleswig-Holstein, Niedersachsen (Vrestorf) und Dänemark ansässig.

## Geschichte

### Mittelalter bis zur Neuzeit

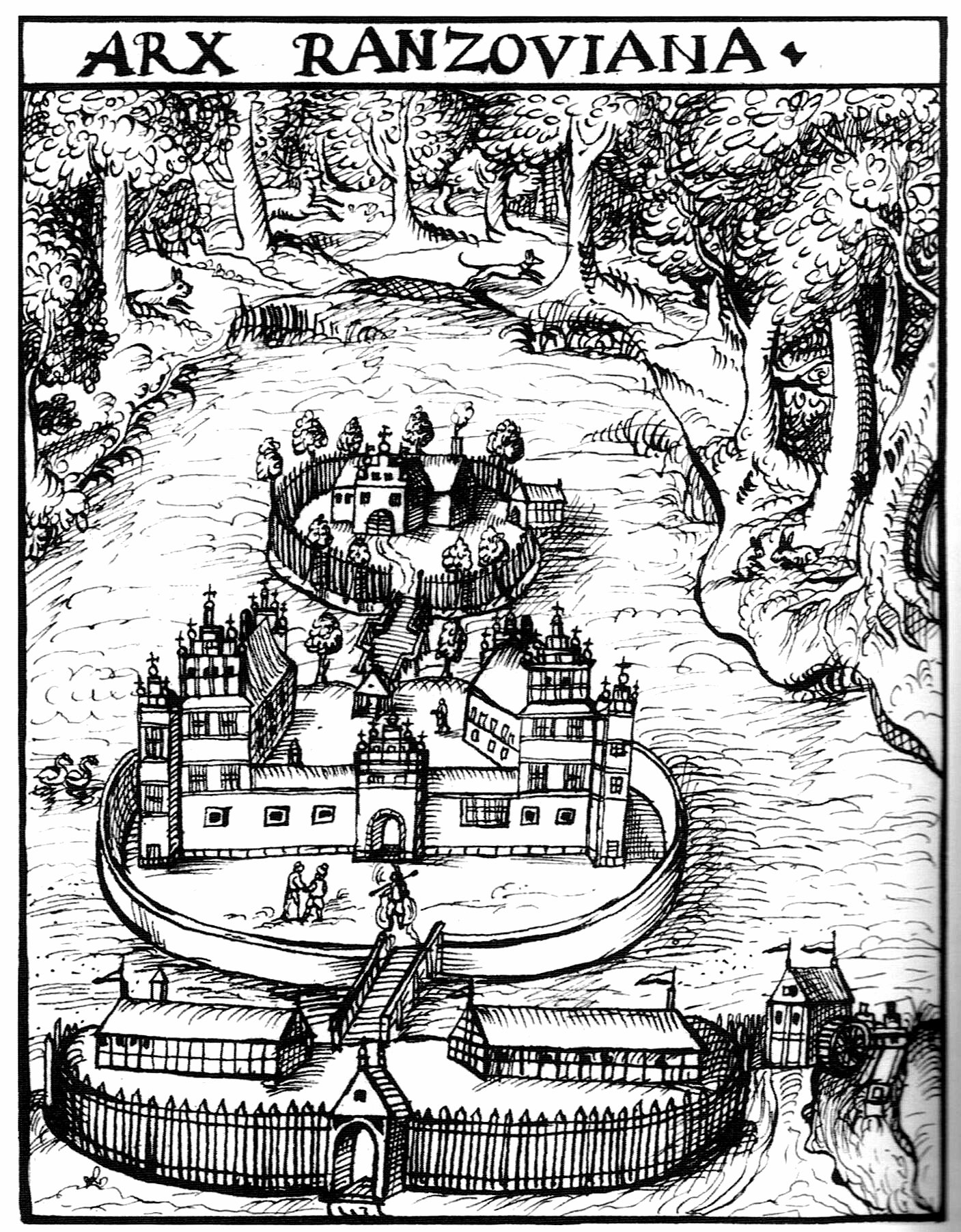
Der namensgebende Stammsitz der Familie, Schloss Rantzau bei Plön, (Darstellung vom Ende des 16. Jahrhunderts)

Der Name Rantzau – bzw. Rantzow oder auch Ranzow oder latinisiert Ranzovia – deutet auf einen wendischen Ursprung hin, er bezeichnete ursprünglich nur den Stammsitz bei Plön. Die Rantzauer Familie selbst ist nicht wendischen Ursprungs, doch nahmen die ersten hier niedergelassenen Ritter, wie zu der Zeit üblich, den Namen ihres Besitzes an. Die Stammreihe des Geschlechtes beginnt mit dem urkundlich 1226 erwähnten Ritter Johann Ranzow, der sich auf Schloss Rantzau bei Plön niederließ. Er diente als Knappe in Diensten Adolfs IV. und wurde um 1235 in den Ritterstand erhoben. Johann von Rantzau war der Begründer der verschiedenen Rantzauer Linien, die in den folgenden Jahrhunderten für die Geschichte Schleswig-Holsteins prägend wurden.
Die Rantzau werden zu den Equites Originarii, den uradeligen Familien Schleswig-Holsteins, gezählt und bis zum Ende des Mittelalters wurden sie zu einer der mächtigsten Familien der Schleswig-Holsteinischen Ritterschaft. Mit Beginn der Neuzeit und dem einhergehenden Strukturwandel von der Grundherrschaft zur Gutsherrschaft gehörten ihnen zeitweise bis zu 71 Güter in den Herzogtümern, die in großer wirtschaftlicher Blüte standen. Insbesondere unter Heinrich Rantzau wurde auch die Kultur gefördert, so dass diese Epoche gelegentlich auch das Goldene Rantzauische Zeitalter genannt wird. Viele der heute noch existierenden Herrenhäuser des Landes, wie zum Beispiel Ahrensburg (um 1585), Breitenburg (in Teilen ab 1565, der Hauptbau Ende 19. Jh.), Nütschau (ab 1577) oder Panker (um 1650), gehen auf Rantzau'sche Baumaßnahmen zurück. Die Rantzaus waren auch politisch bedeutend, so stellten sie zahlreiche der Statthalter des dänischen Königs und waren dadurch unmittelbar an der Regierung der Herzogtümer beteiligt.
Ein Zweig wurde in Mecklenburg ansässig. Der Oberstallmeister Franz Friedrich Melchior von Rantzau (1756–1831) auf Neese erhielt 1789 das mecklenburgische Indigenat.
In der Schlacht bei Hemmingstedt am 17. Februar 1500 gegen die Dithmarscher Bauern fielen neben zahlreichen anderen Holsteiner Rittern fünf Rantzaus, wie es auch Theodor Fontane in seiner Ballade besingt.

### Die Reichsgrafen zu Rantzau

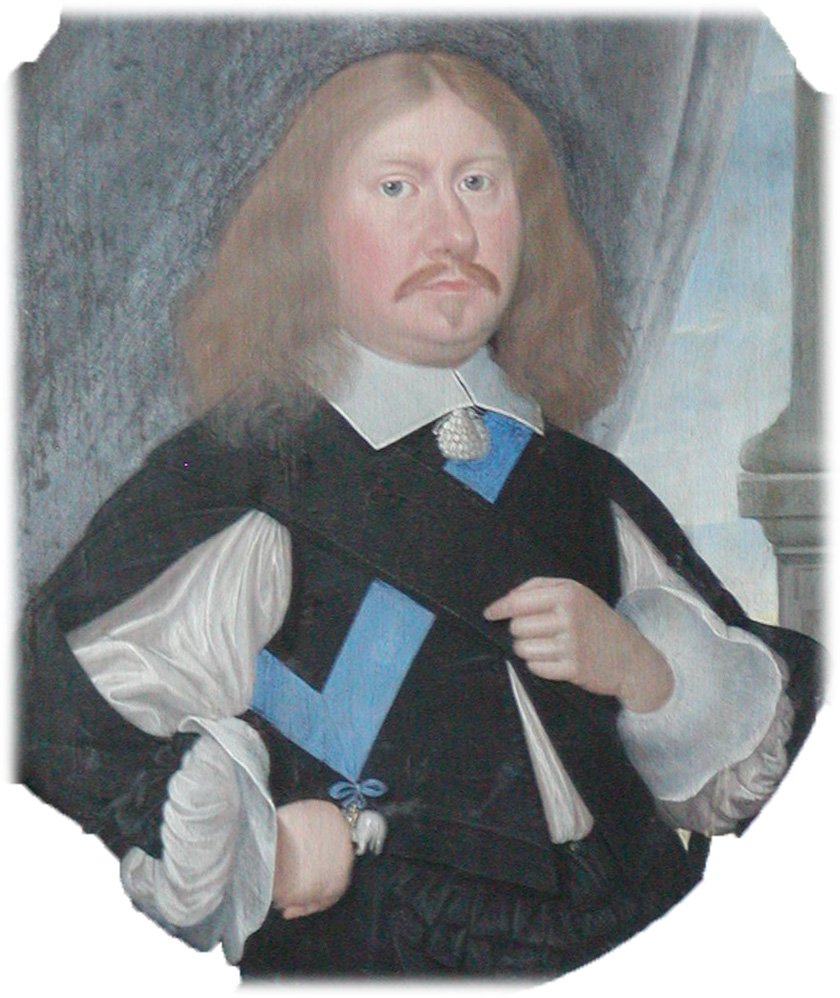
Christian zu Rantzau (1614–1663), königlich dänischer Statthalter in Schleswig-Holstein, Begründer der Freien Reichsgrafschaft Rantzau

Die reichsgräfliche Linie wurde durch Christian zu Rantzau begründet, der dem Breitenburger Familienzweig entstammte, welcher mehrere königlich-dänische Statthalter Schleswig-Holsteins stellte. Zu Ende des Dreißigjährigen Krieges wurde Christian Rantzau 1648 selbst mit dieser Position betraut. 1649 konnte er den Gottorfer Herzog Friedrich III. zu einem Verkauf des Amtes Barmstedt (im südlichen Schleswig-Holstein, rund um die heutigen Städte Barmstedt und Elmshorn) bewegen, das nur wenige Kilometer südlich seines Stammsitzes Breitenburg lag. Das Amt Barmstedt war bis 1640 Teil der Grafschaft Holstein-Pinneberg gewesen, die nach Aussterben der Bückeburger Grafen von Schauenburg zwischen dem dänischen Königshaus und dem Gottorfer Herzog aufgeteilt worden war. Es hatte den Status eines Allods, war also reichsunmittelbar. Die Kaufsumme betrug 101.000 Reichstaler, zudem wurde das Stammgut Rantzau nebst einigen kleineren Besitzungen getauscht.
Christian Rantzau bestimmte die alte Wasserburg auf der Barmstedter Schlossinsel zur neuen Residenz. Im selben Jahr reiste er mit großem Gefolge nach Wien an den kaiserlichen Hof, wo er als Gesandter des dänischen Königreichs auftrat. Dort erreichte er alsbald die Ernennung zum kaiserlichen Kammerherrn und konnte – mittels großzügiger Subsidien – im Herbst des Jahres 1650 bei Kaiser Ferdinand III. seine Ernennung zum Reichsgrafen (mit Verleihung des Comitvs und Palatinats) erwirken. Das Amt Barmstedt wurde im Diplom zum reichsunmittelbaren („freien“) Territorium erklärt, obwohl es bisher keine eigenständige Herrschaft gewesen war. Die Grafschaft wurde verspätet 1662 in den Niedersächsischen Reichskreis aufgenommen.
Christian Rantzau, der wegen seiner zahlreichen Ämter häufig auf Reisen war, hielt sich nur selten in Barmstedt auf. 1655 konnte er das Stammgut Rantzau bei Plön zurückerwerben.
Ihm folgte in der Reichsgrafschaft sein Sohn Detlef 1663–1697, ebenfalls Statthalter im königlichen Anteil Schleswig-Holsteins, und darauf dessen Söhne Christian Detlef 1697–1721 und Wilhelm Adolf, der auf den Verdacht des Brudermordes hin 1722 verhaftet, von einem dänischen Gerichtshof 1726 verurteilt wurde und 1734 in der norwegischen Festung Akershus kinderlos starb. Seine Besitzungen wurden von der dänischen Krone eingezogen. Vor allem wurde 1726 das Territorium, das ja inzwischen reichs-ständische Rechte erworben hatte, nach geheimen Erbverträgen zwischen Graf Detlev und dem dänischen König Friedrich III. „in Ermangelung männlicher Erben“ und gegen kaiserlichen Protest eingezogen. Daran ließ sich schon ablesen, dass man Wilhelm Adolf keineswegs begnadigen wollte. Seine einzige Schwester erhielt nach einem kostspieligen Prozess nur die Herrschaft Breitenburg, die sich zwei Generationen später auf eine andere Linie des Hauses Rantzau vererbte. Ein Prozess, den die Rantzauschen Cognaten beim Reichskammergericht anstrengten, wurde nie endgültig entschieden. Die Grafschaft Rantzau aber wurde nicht in das Herzogtum Holstein eingegliedert, sondern wie die Herrschaft Pinneberg bis 1863 als eigenständige Verwaltungseinheit betrachtet.
Zum Ausgleich für die Liquidierung der Reichsgrafschaft 1726 durch die dänische Krone gewährte der Kaiser jedoch den klagenden Rantzau-Zweigen 1728 den Grafentitel, ohne Reichsstandschaft.

## Die Familie Rantzau

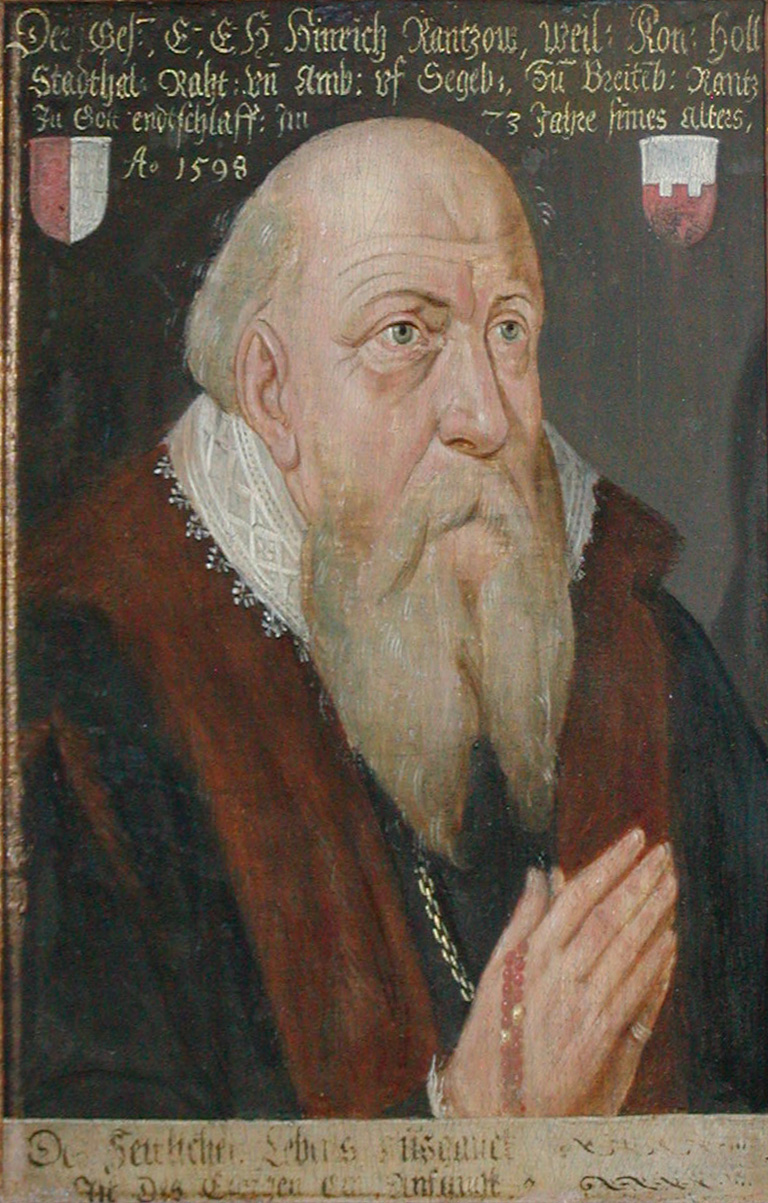
Heinrich Rantzau (1526–1598), königlich dänischer Statthalter in Schleswig-Holstein, Humanist

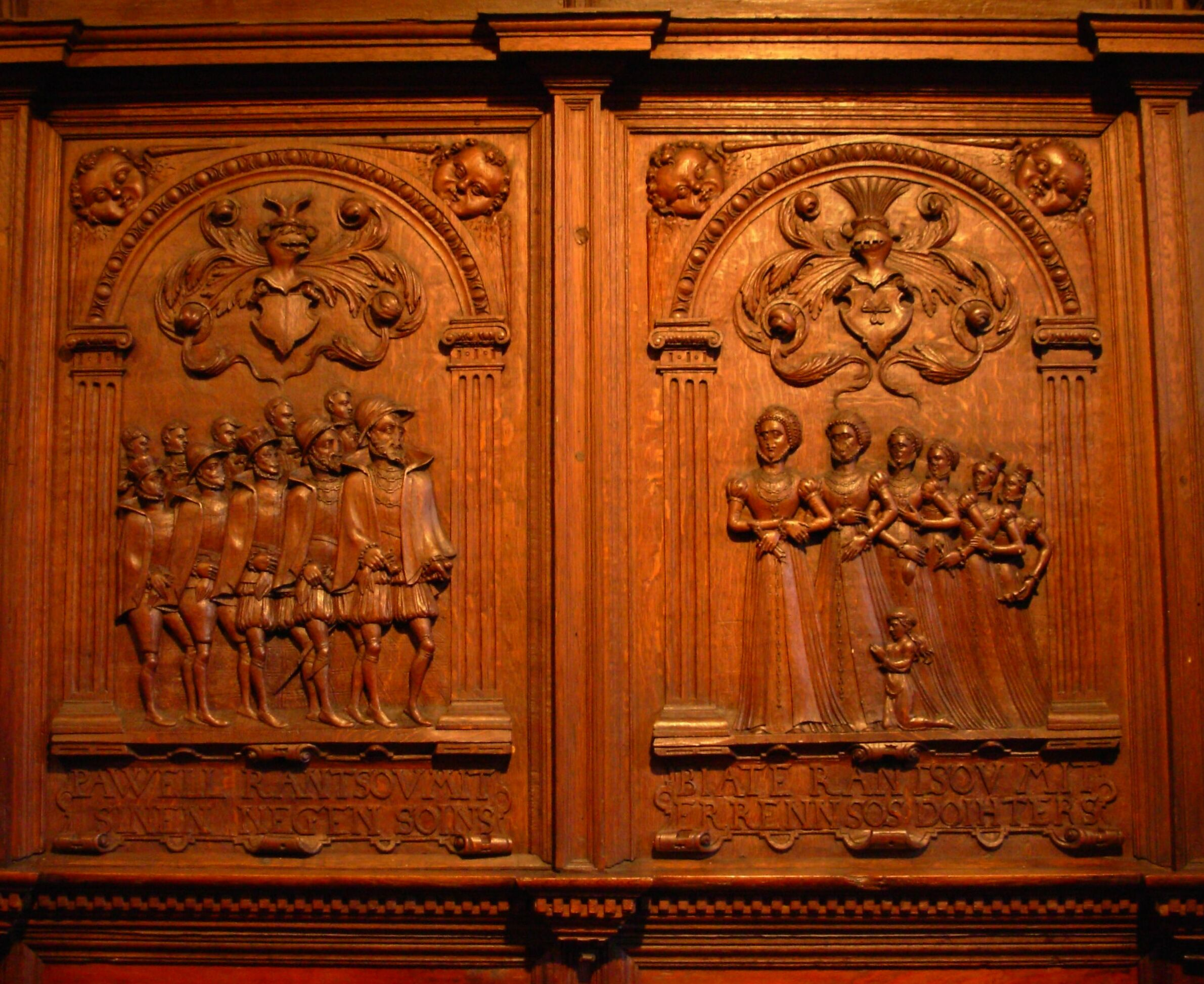
Paul Rantzau mit neun Söhnen und seine Frau Beate mit sechs Töchtern, 1578, Kirchengestühl in Sankt Nicolai zu Eckernförde

### Vorfahren der Älteren Breitenburger Linie
Nach Cai († nach 1411) Generation IV des Gesamthauses folgt in Gen. V Breide († um 1460), dann dessen Sohn:
- Heinrich Rantzau († 1497), Amtmann zu Steinburg ⚭ Öllegaard von Buchwald
  - Johann Rantzau (1492–1565), Feldherr und Rat, 1526 auf Breitenburg ⚭ 1525 Anna von Walstorp
    - Heinrich Rantzau (1526–1598), königlicher Statthalter in Schleswig-Holstein ⚭ 1554 Christine von Halle
      - Frantz Rantzau (1555–1612) Begründer der dänischen Rosenvold-Linie
      - Breide Rantzau (1556–1618), königlicher Statthalter in Kopenhagen und Reichsrat
        - Frants Rantzau (1604–1632), königlicher Statthalter in Kopenhagen, Reichsrat und Reichshofmeister

      - Gert/Gerhard (1558–1627), königlicher Statthalter in Schleswig-Holstein und Feldmarschall ⚭ (2) Dorothea v. Brockdorff
        - Christian zu Rantzau (1614–1663), Oberstatthalter im königlich-dänischen Anteil von Schleswig-Holstein, 1650 Reichsgraf ⚭ 1636 Dorothea Rantzau (1619–1662).
          - Detlev (1644–1697), königlicher Oberstatthalter und 2. Reichsgraf
            - Christian Detlev (1670–1721), 3. Reichsgraf, angeblich von seinem Bruder Wilhelm Adolf ermordet
            - Wilhelm Adolf (1688–1734), 4. und letzter Reichsgraf zu Rantzau

        - Elisabeth von Rantzau (Ordensname Maria Elisabeth; 1624–1706), Gründerin des Annunziatinnen-Klosters Klein Bethlehem in Hildesheim ⚭ 1636 Josias Rantzau

    - Paul Rantzau (1527–1579), Herr auf Bothkamp etc. ⚭ Beate Sehestedt
      - Breide Rantzau (1563–1629) auf Bothkamp ⚭ 1589 Öllegaard von Ahlefeldt, die Erbin von Noer
        - Josias Rantzau (1609–1650), Feldmarschall Ludwigs XIV., Marschall von Frankreich, ⚭ seine Cousine Elisabeth (1624–1675), Tochter von Gert/Gerhard Rantzau auf Breitenburg

### Jüngere Breitenburger Linie
(Christian Adolf Friedrich Gottlieb zu Castell-Remlingen (1736–1762), 1. Fideikommissherr des 1750 gestifteten Fideikommisses)
- Friedrich Graf zu Rantzau (1729–1806) ⚭ Amoene von Castell-Remlingen (1732–1802), 2. Fideikommissherrin auf Breitenburg
  - Detlev Georg Christian (1763–), dänischer Kammerjunker
  - Hans zu Rantzau (1764–1836), dänischer Generalkriegskommissar
  - August zu Rantzau (1768–1849), oldenburgischer Kammerherr, Amtmann und Lübecker Domherr, 5. Fideikommissherr auf Breitenburg 1847–1849
    - Friedrich August zu Rantzau (1799–1871), 6. Fideikommissherr auf Breitenburg
      - Kuno zu Rantzau (1852–1895), 7. Fideikommisherr auf Breitenburg

    - Kuno zu Rantzau-Breitenburg (1805–1882), auf Rohlstorf
      - Otto zu Rantzau (1835–1910), Hofbeamter, Beamter im Auswärtigen Dienst und Parlamentarier, 8. Fideikommissherr auf Breitenburg
        - Hans-Kaspar Graf zu Rantzau-Breitenburg (1876–1952), 9. Fideikommissherr auf Breitenburg
          - Otto Graf zu Rantzau-Breitenburg (1922–2013), auf Breitenburg, Kommunalpolitiker, Land- und Forstwirt
            - Breido Graf zu Rantzau-Breitenburg (1949–2022), Pferdezüchter, Präsident der Deutschen Reiterlichen Vereinigung

  - Carl Friedrich zu Rantzau (1769–1847), dänischer Oberst, 4. Fideikommissherr auf Breitenburg 1845–1847
  - Conrad zu Rantzau (1773–1845), 3. Fideikommissherr auf Breitenburg und dänischer Staatsminister

### Rastorf
- Christian zu Rantzau (1683–1729), Domherr, Präsident der Bischöflichen Kollegien in Eutin
  - Christian Emil zu Rantzau (1716–1777), dänischer Generalleutnant und Oberhofmeister
    - Carl Emil zu Rantzau (1775–1857), Kammerherr, Mitglied der Ständeversammlung
      - Christian zu Rantzau (1796–1857), Gouverneur und Landdrost des Herzogtums Lauenburg
        - Emil zu Rantzau (1827–1888), schleswig-holsteinischer Standesherr
          - Christian zu Rantzau (1858–1939), Generallandschaftsdirektor von Schleswig-Holstein und Mitglied des preußischen Herrenhauses

### Oppendorf
- Christian Detlev Karl zu Rantzau (1772–1812), Verwaltungsjurist, Oberpräsident von Kiel und Kurator der Universität Kiel
  - Ernst zu Rantzau (1802–1862), schleswig-holsteinischer Amtmann
  - Otto von Rantzau (1809–1864), Herr auf Aschau, Klosterprobst zu Uetersen und preußischer Gesandter in Dresden
  - Christian Wilhelm Heinrich zu Rantzau (1796–1848)
    - Christian Karl zu Rantzau (1830–1878) auf Oppendorf, Mitglied des Preußischen Herrenhauses
      - Heinrich zu Rantzau (1871–1947) auf Oppendorf

    - Heinrich zu Rantzau (General) (1834–1891), preußischer Generalleutnant, Kommandant von Koblenz und Ehrenbreitstein
    - Kuno zu Rantzau (Diplomat) (1843–1917), preußischer und kaiserlich-deutscher Diplomat und Schwiegersohn Bismarcks

### Panker und Tralau(Mecklenburg und Niedersachsen)
- Carl von Rantzau (1782–1851), mecklenburgischer Hofmarschall
- Marianne von Rantzau (1811–1855), Diakonisse, Oberin des Diakonissenmutterhause Bethanien in Berlin
- Hermann von Rantzau (1815–1891), preußischer Generalleutnant
- Cuno von Rantzau (1864–1956), Oberhofmarschall in Mecklenburg-Schwerin

- Johann Albrecht von Rantzau (1900–1993), Historiker, Hochschullehrer und Publizist
- Josias von Rantzau (1903–1950), deutscher Diplomat
- Cuno von Rantzau (1910–1982) ⚭ Liselotte von Rantzau-Essberger

- Heinrich von Rantzau (* 1944), Hamburger Reeder
- Eberhard von Rantzau (* 1948), Hamburger Reeder und Konsul

### Weitere Mitglieder der Familie und Nachkommen
- Katharina Rantzau, von 1526–1547 Äbtissin des Klosters Itzehoe
- Balthasar Rantzau (1497–1547), Bischof von Lübeck 1536–1548
- Melchior Rantzau († 1539), Bruder von Balthasar Rantzau, Rat der Könige Friedrich I. und Christian III.
- Breide Rantzau († 1562), Bruder von Balthasar und Melchior, Statthalter in Schleswig-Holstein
- Daniel Rantzau (1529–1569), dänischer Feldhauptmann und Herr auf Deutsch-Nienhof
- Daniel Rantzau (1534–1589), Herr auf Salzau und Klosterpropst zu Uetersen
- Peter Rantzau (1535–1602), Bruder von Daniel Rantzau und dessen Nachfolger als Herr von Deutsch-Nienhof, Ratgeber des dänischen Königs Friedrich II.
- Bertram Rantzau (1614–1686), Herr von Gut Ascheberg[8]
- Christoph von Rantzau (um 1623–1696), holsteinischer Gutsbesitzer
- Joachim von Rantzau (1627–1701), Domdekan in Lübeck
- Jørgen Rantzau (1652–1713), dänischer General
- Benedicta Margaretha von Löwendal, geb. von Rantzau (1683–1776), Gründerin des Lauchhammer-Werkes
- Christian von Rantzau (1682–1731), dänischer Generalleutnant
- Hans zu Rantzau (1693–1769), erster holsteinischer Gutsherr, der für seine Bauern auf Gut Ascheberg 1739 die Leibeigenschaft abschaffte
- Heinrich Rantzau (Gutsherr) (1695–1726), ließ drei seiner Leibeigenen zu Tode prügeln
- Schack Carl von Rantzau (1717–1789), Besitzer von Gut Ascheberg und dänischer Offizier und Reichsgraf
- Cai von Rantzau (1726–1792), Herr auf Gaartz im Kreis Oldenburg, Klosterpropst und Ritter des Danebrog-Ordens
- Peter zu Rantzau (1733–1809), dänischer Kammerherr und Regierungsrat in Glückstadt, Klosterprobst zu Uetersen
- Wilhelm von Ranzow (1795–1860), oldenburgischer Generalmajor
- Adeline zu Rantzau (1867–1927), deutsche Schriftstellerin
- Ulrich von Brockdorff-Rantzau (1869–1928), deutscher Politiker, Reichsaußenminister, Leiter der deutschen Delegation auf der Pariser Friedenskonferenz 1919
- Daniel zu Rantzau (1875–1936), deutscher Landrat
- Otto zu Rantzau (1888–1946), Kieler Polizeipräsident und Ministerialbeamter[9]
- Lebrecht zu Rantzau (1890–1920), deutscher Verwaltungsbeamter
- Heino von Rantzau (1894–1946), deutscher Generalleutnant
- Lilly zu Rantzau, geb. von Maltzahn (1895–1988), deutsche Schriftstellerin
- Detlef von Rantzau (1897-1982), Landgerichtspräsident
- Ehrengard Gräfin zu Rantzau, geb. von der Schulenburg (1906–2012), Besitzerin des Guts Noer
- Heinrich Christian Graf zu Rantzau (1922–2001), Schriftsteller
- Detlev Graf zu Rantzau (* 1930), deutscher Botschafter bei den Vereinten Nationen in New York[10]
- Henriette Gräfin zu Rantzau († 2014), von 1989–2014 Äbtissin des Klosters Itzehoe
- Breido Graf zu Rantzau (1949–2022), Präsident der Deutschen Reiterlichen Vereinigung (FN)

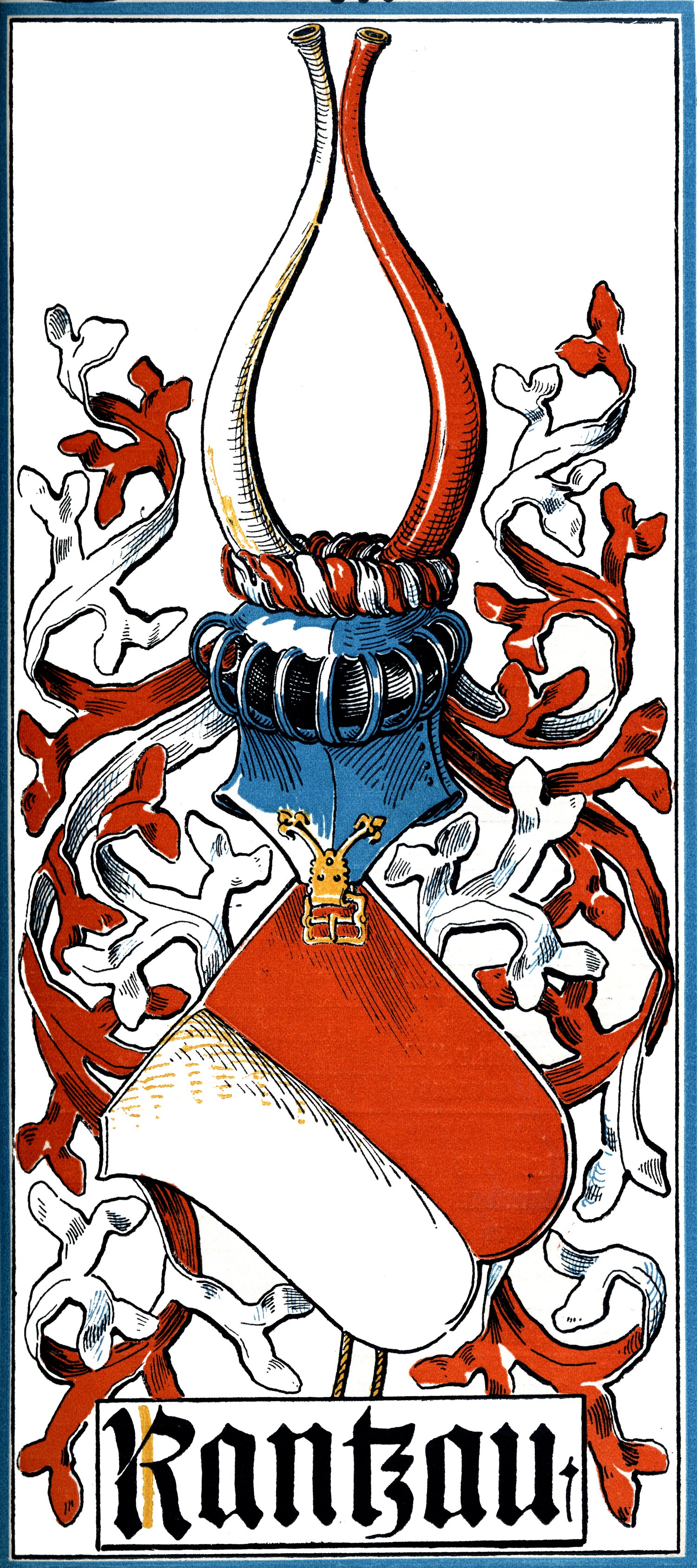
Wappengrafik von Otto Hupp im Münchener Kalender von 1903

## Wappen
Das Stammwappen ist Silber und Rot (auch Rot und Silber) gespalten. Auf dem Helm mit rot-silbernen Decken ein silbernes und ein rotes Büffelhorn.

### Abgeleitete Kommunalwappen
Elemente und Farben aus dem Wappen der Familie Rantzau erscheinen noch heute in einigen schleswig-holsteinischen Kommunalwappen.

Ortswappen Rastorf
Ortswappen Rantzau (Gemeinde)
Wappen Amt Rantzau

## Güter und Besitzungen
Zu den zahlreichen Gütern, Herrenhäusern und Schlössern, die sich zumindest zeitweise im Besitz der weitverzweigten Rantzaus befanden, gehörten unter anderem:
- Schloss Rantzau bei Plön (vor 1226 bis 1728), Schloss Rantzau in Barmstedt (1649–1726), das Ahrensburger Schloss, Schloss Breitenburg, Schloss Bothmer, Schloss Krapperup, Schloss Krengerup, das Wandsbeker Schloss, die Siegesburg, die Steinburg, die Trøjborg, Gut Ascheberg, Gut Dobersdorf, Gut Drage, Gut Ehlerstorf, Gut Freienwillen, Gut Gereby, Gut Güldenstein, Gut Hasselburg, Gut Knoop, Gut Ludwigsburg, Gut Lundsgaard, Gut Noer, Gut Nütschau, Gut Oppendorf, Gut Quarnbek, Gut Panker, Gut Pronstorf, Gut Rastorf, Gut Rohlstorf, Gut Salzau, Gut Schönhorst, Gut Seekamp, Gut Sierhagen, Gut Tralau, Gut Waterneverstorf, Gut Weißenhaus.

50 der Herrenhäuser sind auf der Randleiste der sogenannten Rantzau-Tafel abgebildet, die um 1587 durch Daniel Freese für Heinrich Rantzau angefertigt wurde.
Der namensgebende Stammsitz Rantzau bei Plön entwickelte sich von einer kleinen befestigten Burg zu einem von Heinrich Rantzau ab 1590 neu errichten Herrenhaus. Er blieb bis 1728 mehr als 500 Jahre im Besitz unterschiedlicher Zweige der Familie.
Bis heute im Besitz der Familie befinden sich Gut Rastorf (seit dem 14. Jh.), Schloss Breitenburg (seit 1526), Gut Rohlstorf (ab 1846 mit Unterbrechung), Gut Pronstorf (seit 1875) sowie das dänische Schloss Krengerup (seit 1770). Über Erica von Rantzau, geb. von Müller (1878–1958), die Frau von Cuno von Rantzau kam Gut Vrestorf (Ortsteil von Bardowick) in den Besitz der Familie.
Die ältesten Herrensitze des 16. Jahrhunderts sind isoliert von den abgelegenen Wirtschaftsgebäuden umgeben von Wall und Graben. Die großen Neu- und Ausbauten unter Heinrich Rantzau in der zweiten Hälfte des Jahrhunderts wie Breitenburg (erweitert ab 1566), Wandsbek (ab 1568), Redingsdorf (ab 1575), Nütschau (1577) und Rantzau (ab 1590) wiesen eine zunehmend symmetrische und axiale Ausrichtung von Herrenhaus und Wirtschaftshof mit Scheune, Kuhhaus und Torbau auf. Johann und vor allem sein Sohn Heinrich Rantzau (1526–1598), Humanist und königlich dänischer Statthalter, brachten neben dem Landesherrn Herzog Adolf I. von Gottorf den Architekturstil der Renaissance ins Land.
Durch Liselotte von Rantzau-Essberger (1918–1993) kamen Anteile der Deutschen Afrika-Linien (John T. Essberger Group) an die Familie, ferner das österreichische Schloss Oberthal. Zudem erwarb Eberhard von Rantzau, Miteigner der Reederei, bisher etwa 2.250 Hektar des Sachsenwaldes vom Fürsten Bismarck aus Friedrichsruh.

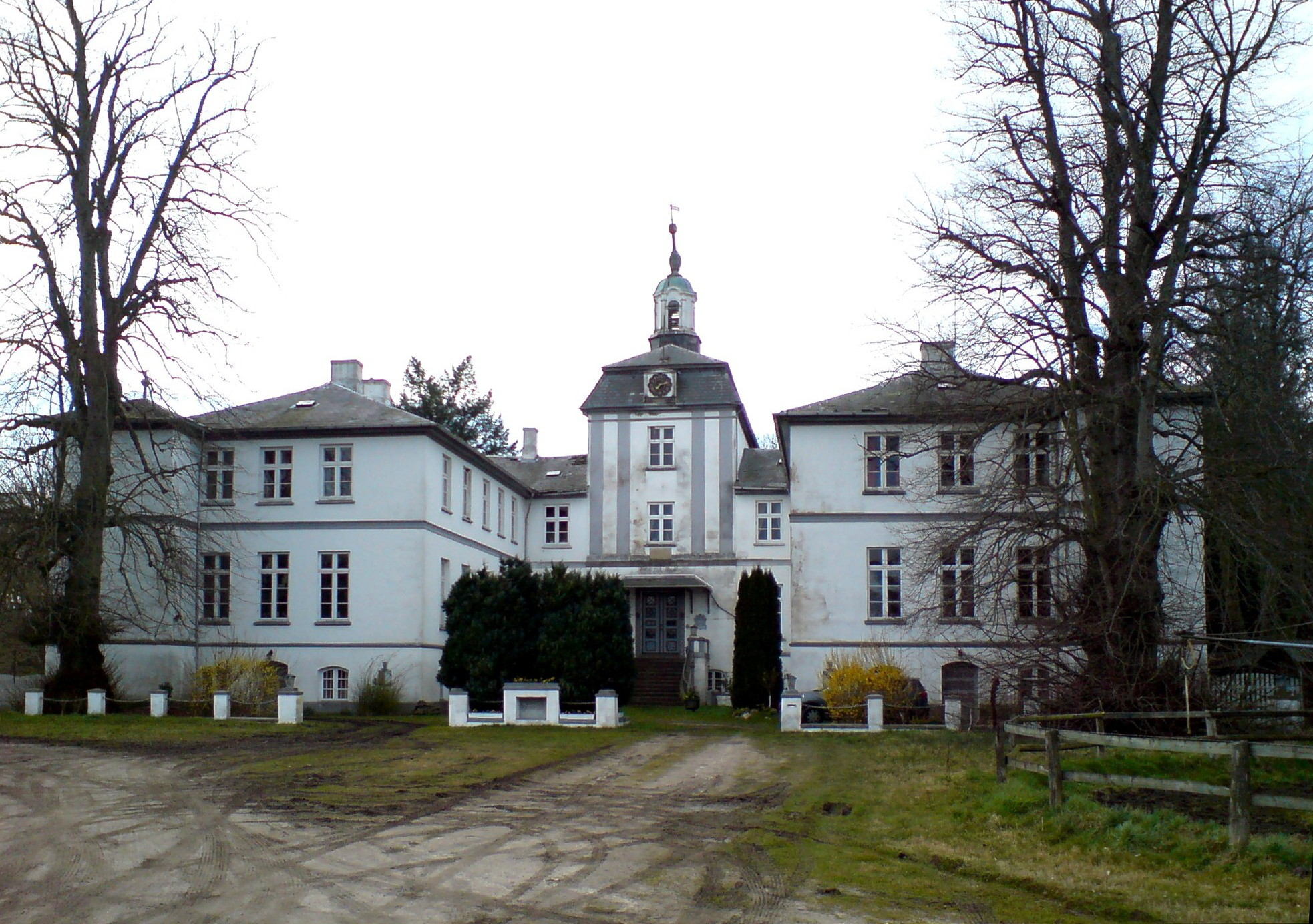
Schloss Rantzau
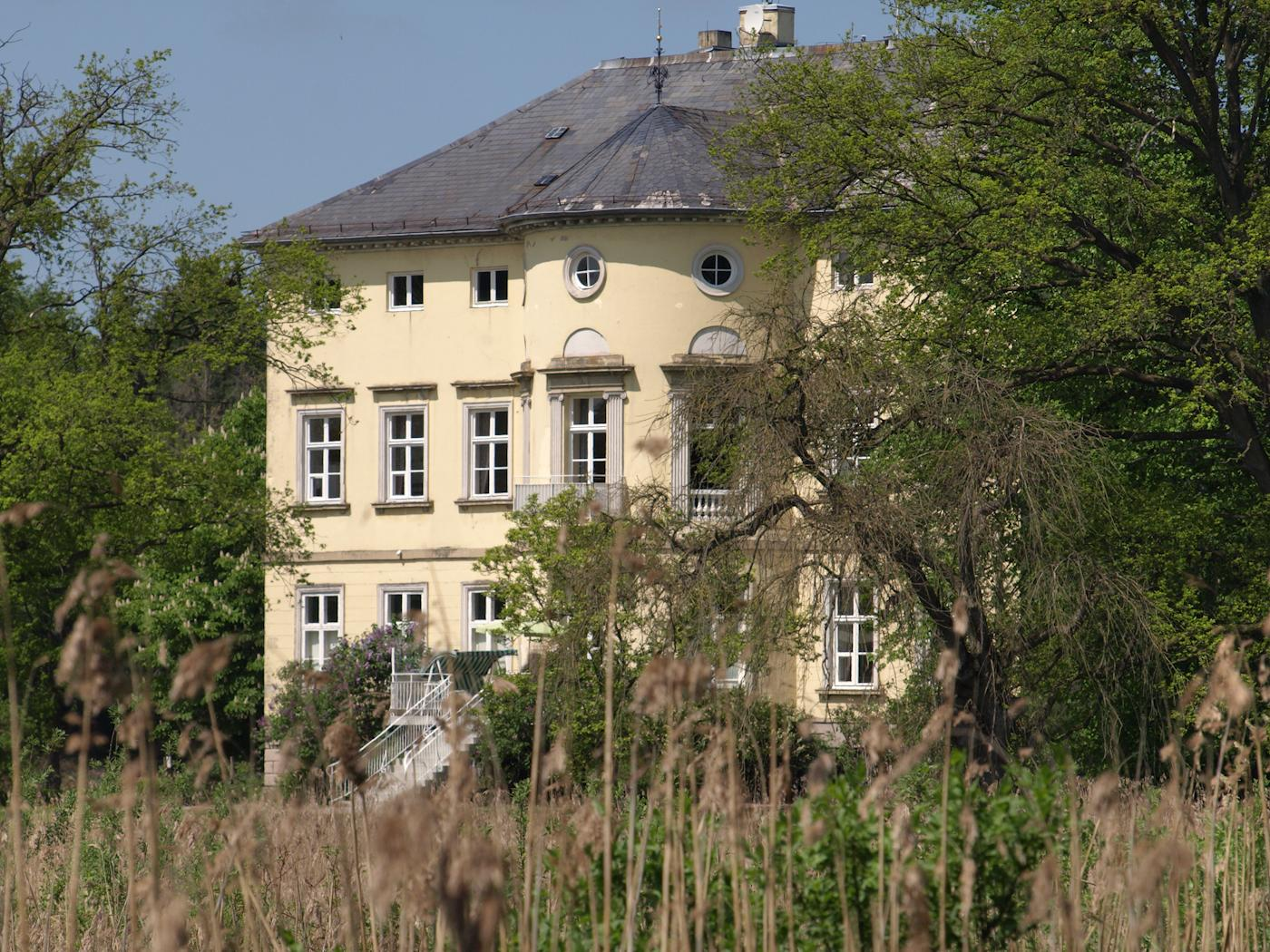
Gut Rastorf
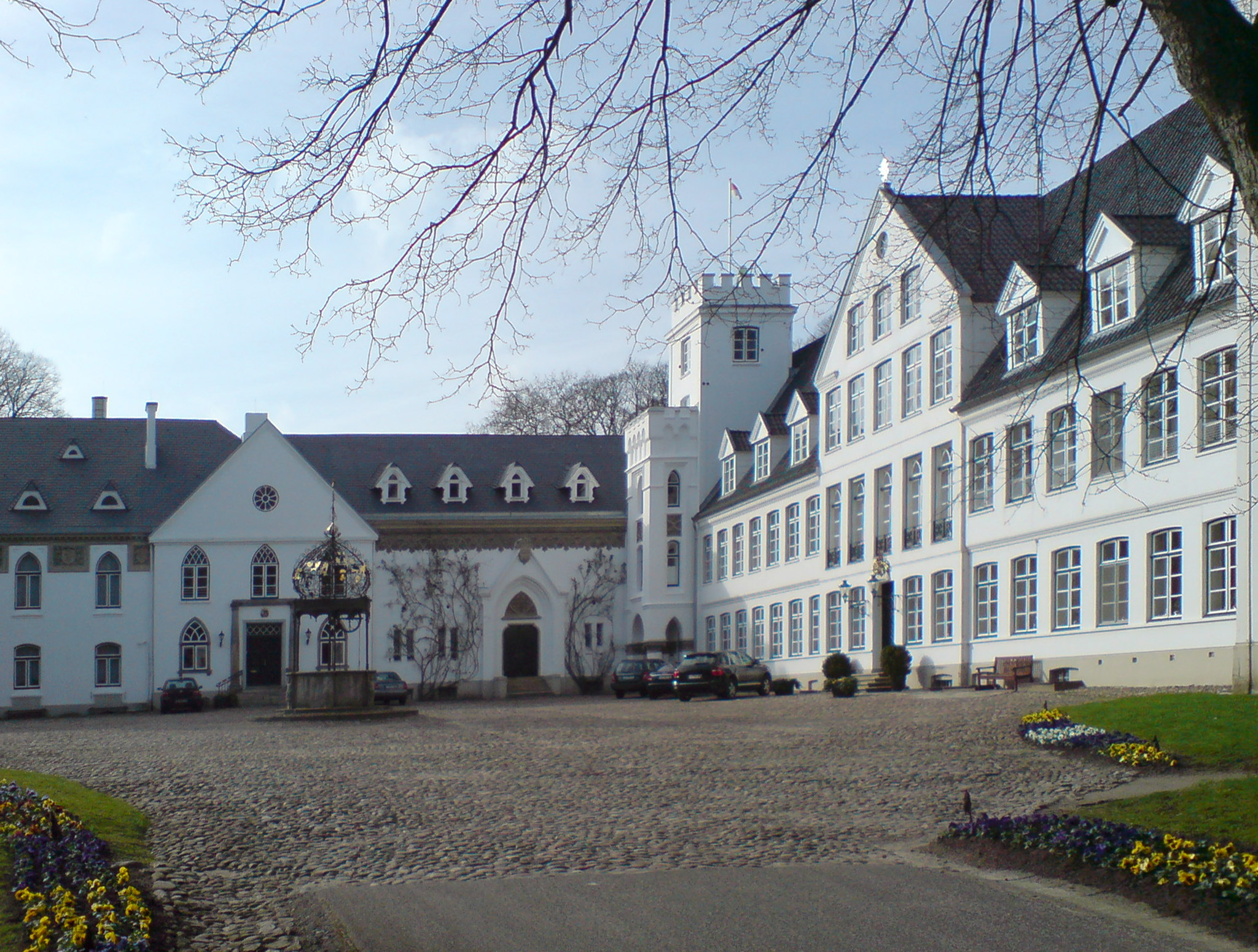
Schloss Breitenburg
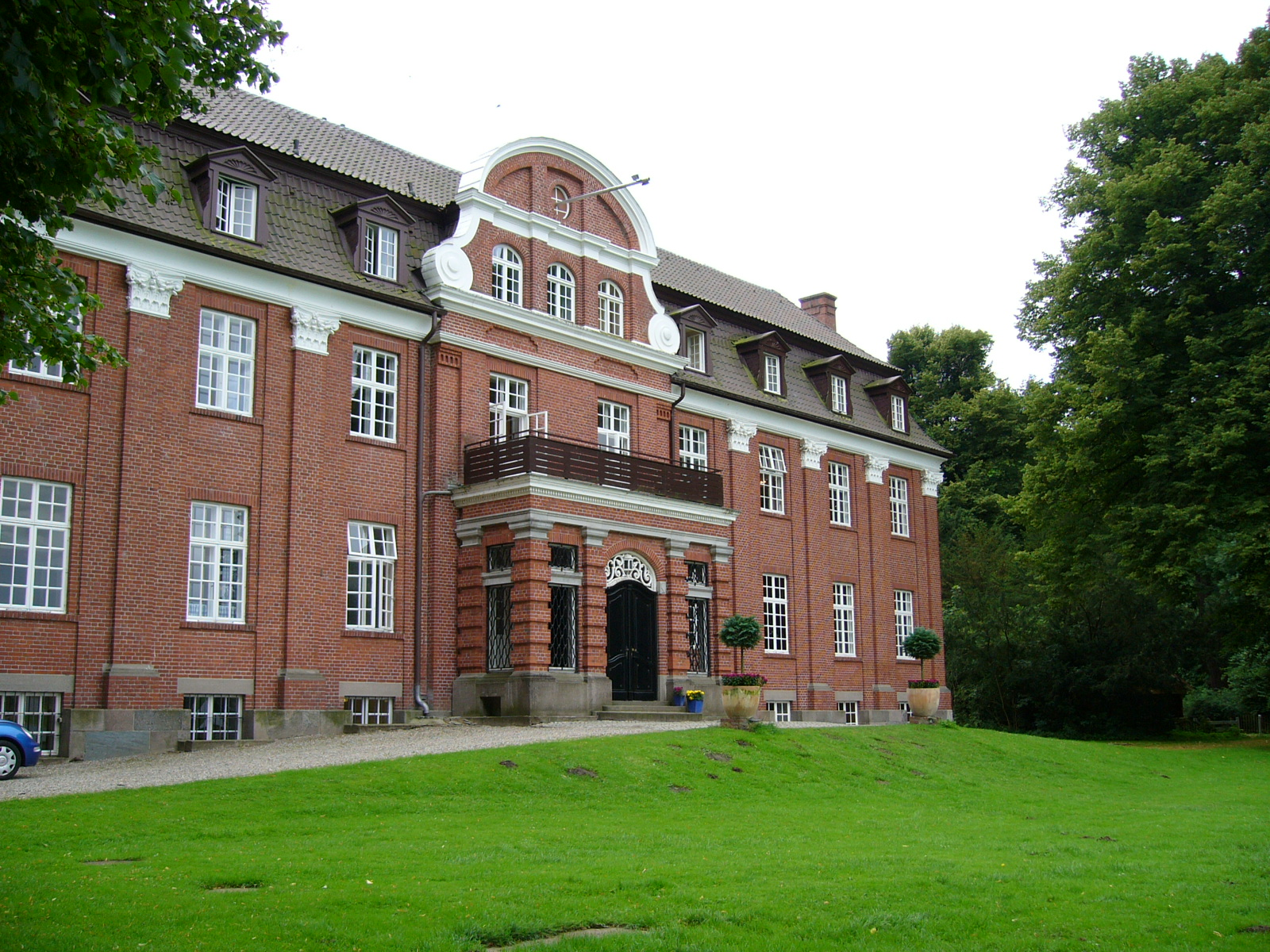
Gut Rohlstorf
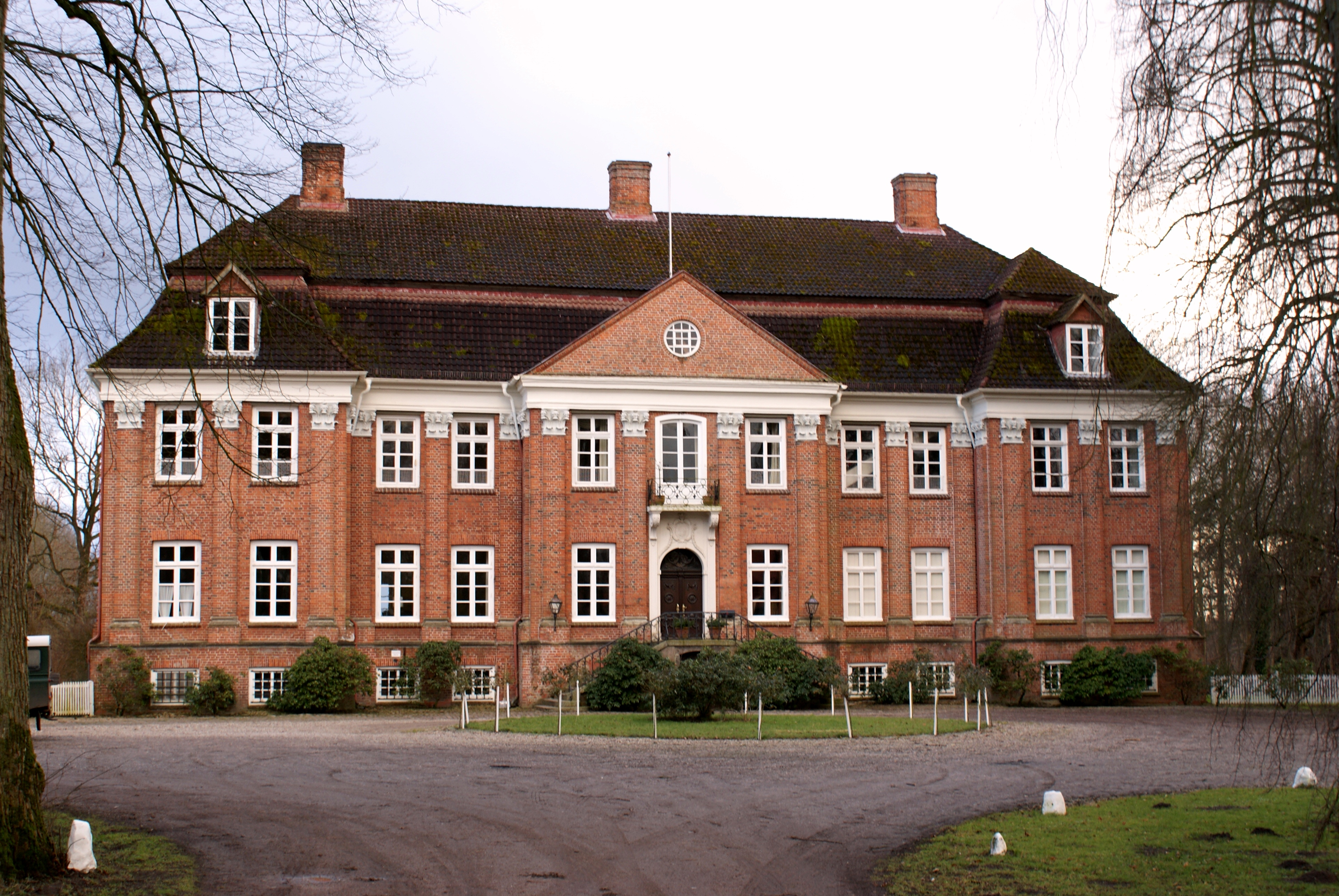
Gut Pronstorf
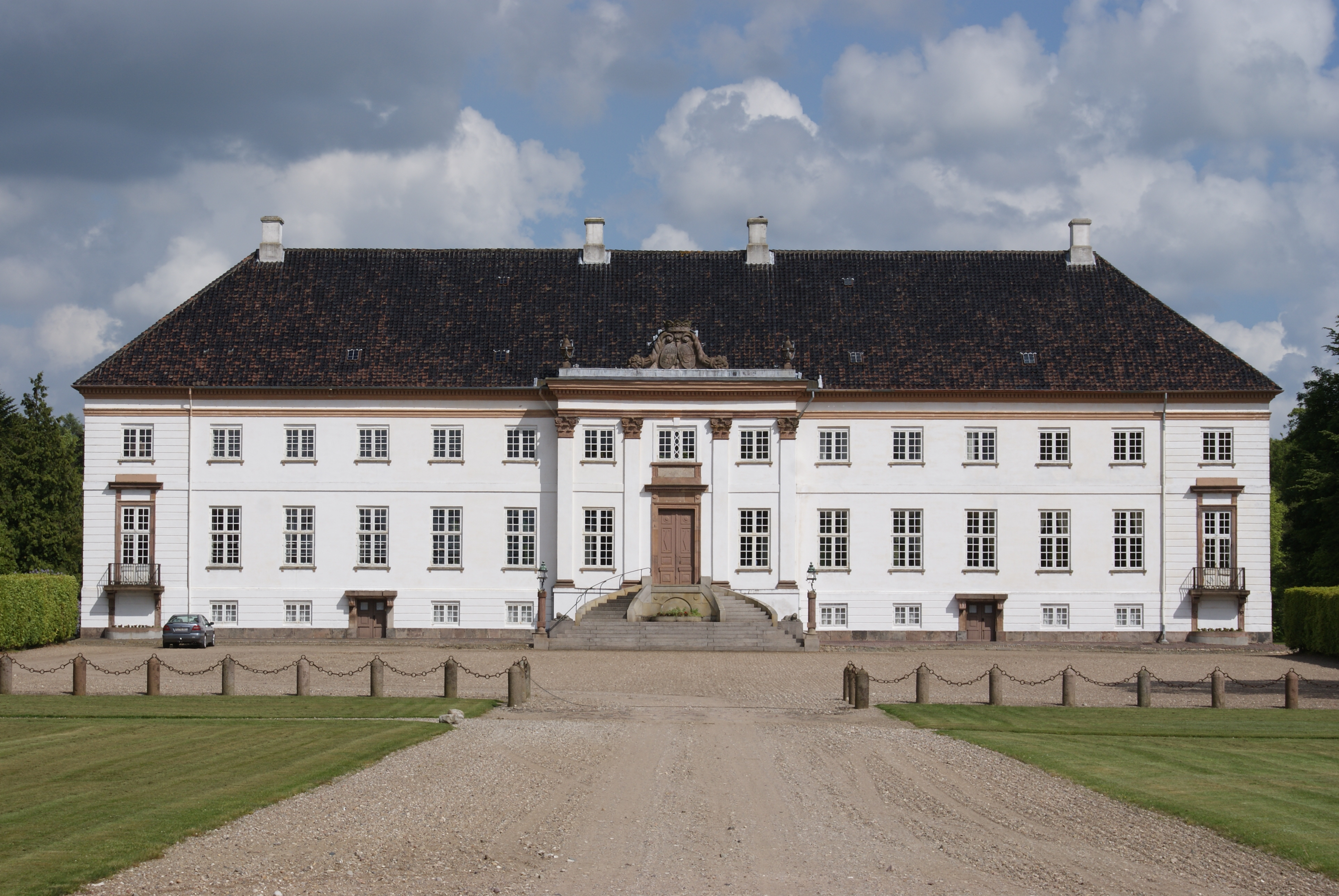
Schloss Krengerup

## Museen und Denkmäler
Das Museum der Grafschaft Rantzau befindet sich auf der Barmstedter Schlossinsel im Rantzauer See in Barmstedt. In Bad Segeberg erinnern die Rantzau-Kapelle und der sogenannte Rantzau-Obelisk an Heinrich Rantzau und seine Freundschaft mit dem dänischen König Friedrich II., ebenso wie der Tempel von Nordoe bei Itzehoe.
Im Kopenhagener Stadtteil Nørrebro ist die Rantzausgade nach dem Geschlecht benannt.

## Siehe auch

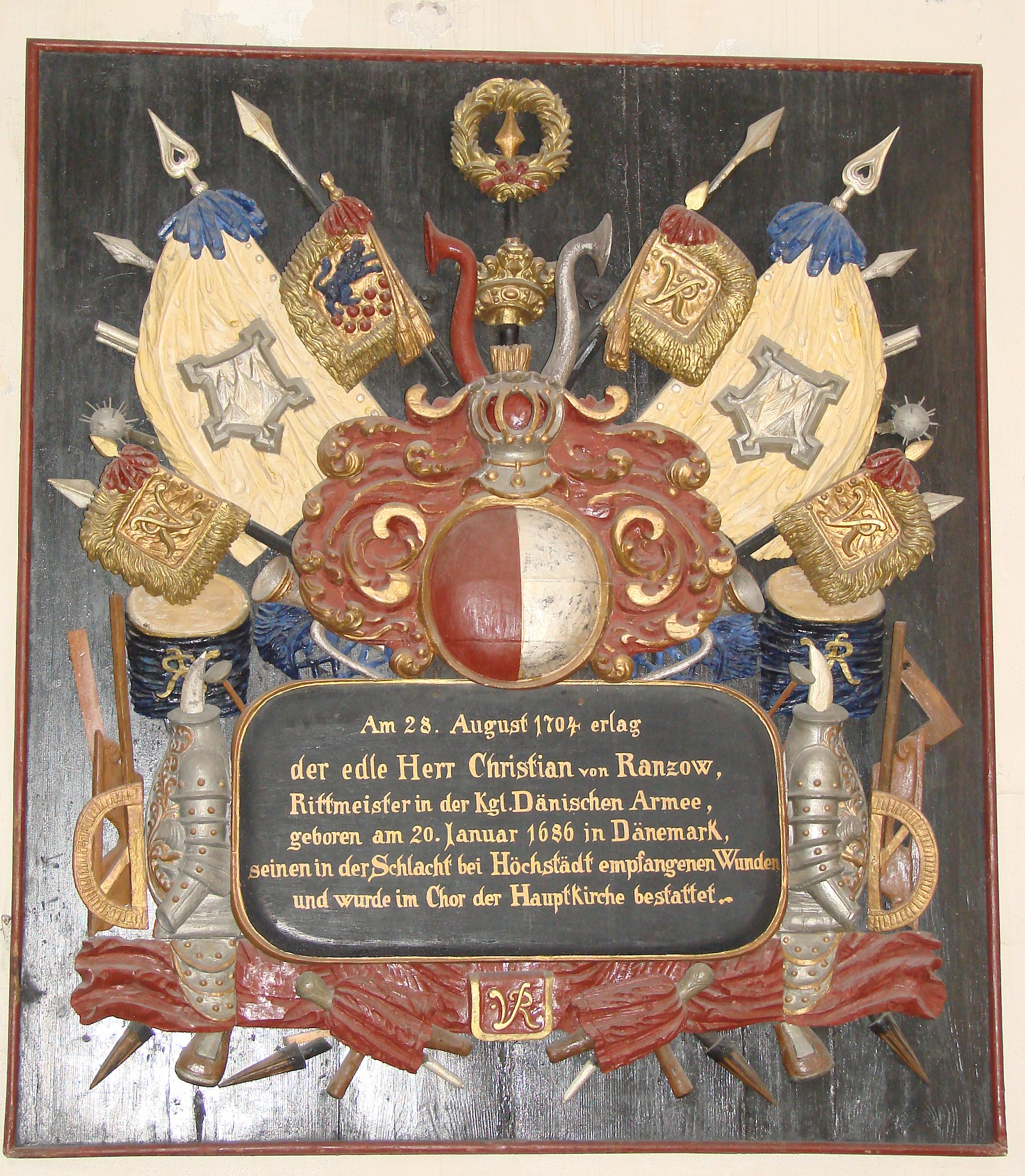
Epitaph des kgl. dänischen Rittmeisters Christian von Rantzow (1686–1704) in der Kirche St. Georg in Nördlingen